# 亚历山德罗·阿布鲁西亚
亚历山德罗·阿布鲁西亚（Alessandro Abruscia，1990年7月12日—）是一名意大利裔德国足球运动员，2008年時阿布鲁西亚還是一名業餘足球運動員。目前他效力于阿伦，司职中场。 